# Elemento viral endógeno
Un elemento viral endógeno (EVE por sus siglas en inglés) es una secuencia de ADN derivado de un virus, la cual está presente dentro de la línea germinal de un organismo no viral.

## Características
Un elemento viral endógeno puede ser genomas virales completos (provirus), o fragmentos de los genomas virales. Surgen cuando una secuencia de ADN viral se integra en el genoma de una célula germinal que va a producir un organismo viable. El EVE recién creado puede heredarse de una generación a la siguiente, como un alelo de la especie del huésped, e incluso puede llegar a la fijación.
Retrovirus endógenos y otros EVE que se producen como provirus, potencialmente pueden seguir siendo capaces de producir virus infecciosos en su estado endógeno. La replicación de estos virus endógenos "activos" puede conducir a la proliferación de las inserciones virales en la línea germinal. Para la mayoría de los virus no-retrovirales, la integración de la línea germinal parece ser un raro evento anómalo, y el resultando es a menudo sólo fragmentos del genoma del virus parental. Tales fragmentos no son generalmente capaces de producir virus infeccioso, pero pueden expresar una proteína o ARN. 
Una vez insertado el material genético en el huésped, esta secuencias a través de sucesivas generaciones, podrán sufrir mutaciones aleatorias del mismo modo que el resto del genoma; e igualmente la selección natural podrá actuar sobre ella. Un ejemplo de ello, es que entre los genes involucrados en el desarrollo de la placenta humana, está involucrado un gen, el de la sincitina-1 o sincitina-2, cuyo origen es un elemento viral endógeno.
Dentro de los elementos virales endógenos, destacan los retrovirus endógenos; los cuales presentan una proporción significativa (aproximadamente 8%) del genoma humano.

## Uso en la paleovirología
Los elemento virales endógenos son una fuente excepcional de información retrospectiva acerca de los virus antiguos. Muchos se derivan de eventos de integración en la línea germinal que ocurrieron hace millones de años, y se puede ver como "fósiles" virales. Tales EVES antiguos son un componente importante de los estudios paleovirológicos que abordan la evolución a largo plazo de los virus.